# 平佐 (薩摩川内市)
平佐（ひらさ）は、鹿児島県薩摩川内市の町丁。旧薩摩国薩摩郡平佐郷平佐村、薩摩郡平佐村大字平佐、薩摩郡川内町大字平佐、薩摩郡川内町平佐町、川内市平佐町。郵便番号は895-0012。人口は8,340人、世帯数は3,819世帯（2020年10月1日現在）。平佐一丁目及び平佐町がある。

## 地理
薩摩川内市の南東部に所在し、平佐川下流域に位置する。字域の北方に天辰町、南方に宮崎町、百次町、西方に鳥追町、横馬場町、東大小路町、東方に田崎町、永利町、百次町に接している。
字域の北方に川内川が流れており、それに沿って鹿児島県道394号山崎川内線が通っている。以前は国鉄宮之城線も並走していたが、のちに廃止された。
中央部には鹿児島県立川内商工高等学校、西部には薩摩川内市立平佐西小学校、隈之城川沿いには鹿児島県道42号川内加治木線（空港道路）及び鹿児島県道333号川内祁答院線が東西に通る。南部には薩摩川内市立川内南中学校が所在しており、鹿児島県道336号山田隈之城線が東西に通っている。

### 町名の由来
平佐という地名は古代の「避石郷」の「ひらし」が「ひらさ」に転訛したものという説がある。

## 歴史

### 成立から町村制施行まで
平佐という地名は室町時代より見え、薩摩国薩摩郡のうちであった。
江戸時代には薩摩郡平佐郷（外城）のうちであり、村高は「御秘文雑集」及び「天保郷帳」では2,134石余、「旧高旧領取調帳」では1,903石余であった。万治の検地の後に平佐川南部の隈之城郷の東手村草原及び権現原が当地に付加された。

### 町村制施行以後
1889年（明治22年）に町村制が施行されたのに伴い、平佐郷の区域より平佐村が成立し、それまでの平佐村は平佐村の大字「平佐」となった。1929年（昭和4年）には平佐村が隈之城村、東水引村と合併し川内町が成立し、大字平佐は川内町の大字となった。
1940年（昭和15年）2月10日に鹿児島県公報に掲載され、同日に施行された「 薩摩郡川内町、町名改稱竝區域變更」（鹿児島県告示）により「同郡同町大字平佐ヲ廢止シ其ノ區域中字白和ノ區域ヲ白和町（シラハチヨウ）ト、字孫崎、新地ノ區域ヲ鳥追町（ト井オイチヨウ）ト、字横馬場、春田、藤崎、寄待、加治屋馬場、百田町、横木、龍ヶ淵、小牟田、窪田、北ノ口、八幡馬場、鎰原、梅ヶ橋、橋口、庵ノ城、天神坊、北牟田、撫島、石崎、三本松、木無禮、稻荷迫、大坊、天神迫、並松、喜入口、白坂原、谷ヶ迫、坊ヶ迫、牛鎰、前追、甑町、平田、前田、江町、八間堂、芦高、曾根木、草原、小原迫、向小原、小原、道場畑、地ノ子、西牟田、下ノ門、六反畑、上原、馬場添、權現原、權現迫、片平、山ヶ崎、東ヶ迫、後ヶ迫、鎭守原、大坪ノ區域ヲ平佐町（ヒラサチヨウ）ト改稱ス」が鹿児島県知事によって許可され、薩摩郡川内町大字平佐のうち字白和の区域より白和町、字孫崎、新地の区域より鳥追町が設置され、その他の区域より川内町の町「平佐町」が設置された。翌日の2月11日には薩摩郡川内町が単独で市制施行し川内市となった。
1965年（昭和40年）に一部より横馬場町が設置された。
2004年（平成16年）10月12日に川内市、東郷町、入来町、祁答院町、樋脇町、下甑村、上甑村、鹿島村、里村が新設合併し薩摩川内市が設置された。この市町村合併に伴い設置された法定合併協議会において川内市の町・字については「現行通りとする。」と協定されたため、名称の変更は行われずに薩摩川内市の町となった。
2014年（平成26年）2月28日に川内駅周辺地区土地区画整理事業が完了し換地処分が行われ、同年3月1日に平佐町及び鳥追町の一部より薩摩川内市の町名「平佐一丁目」が設置された。

### 字域の変遷
| 変更後             | 変更年             | 変更前           |
| ------------------ | ------------------ | ---------------- |
| 鳥追町（新設）     | 1940年（昭和15年） | 大字平佐（一部） |
| 白和町（新設）     | 1940年（昭和15年） | 大字平佐（一部） |
| 平佐町（新設）     | 1940年（昭和15年） | 大字平佐（一部） |
| 横馬場町（新設）   | 1965年（昭和40年） | 平佐町（一部）   |
| 横馬場町（新設）   | 1965年（昭和40年） | 鳥追町（一部）   |
| 平佐一丁目（新設） | 2014年（平成26年） | 平佐町（一部）   |
| 平佐一丁目（新設） | 2014年（平成26年） | 鳥追町（一部）   |

## 施設

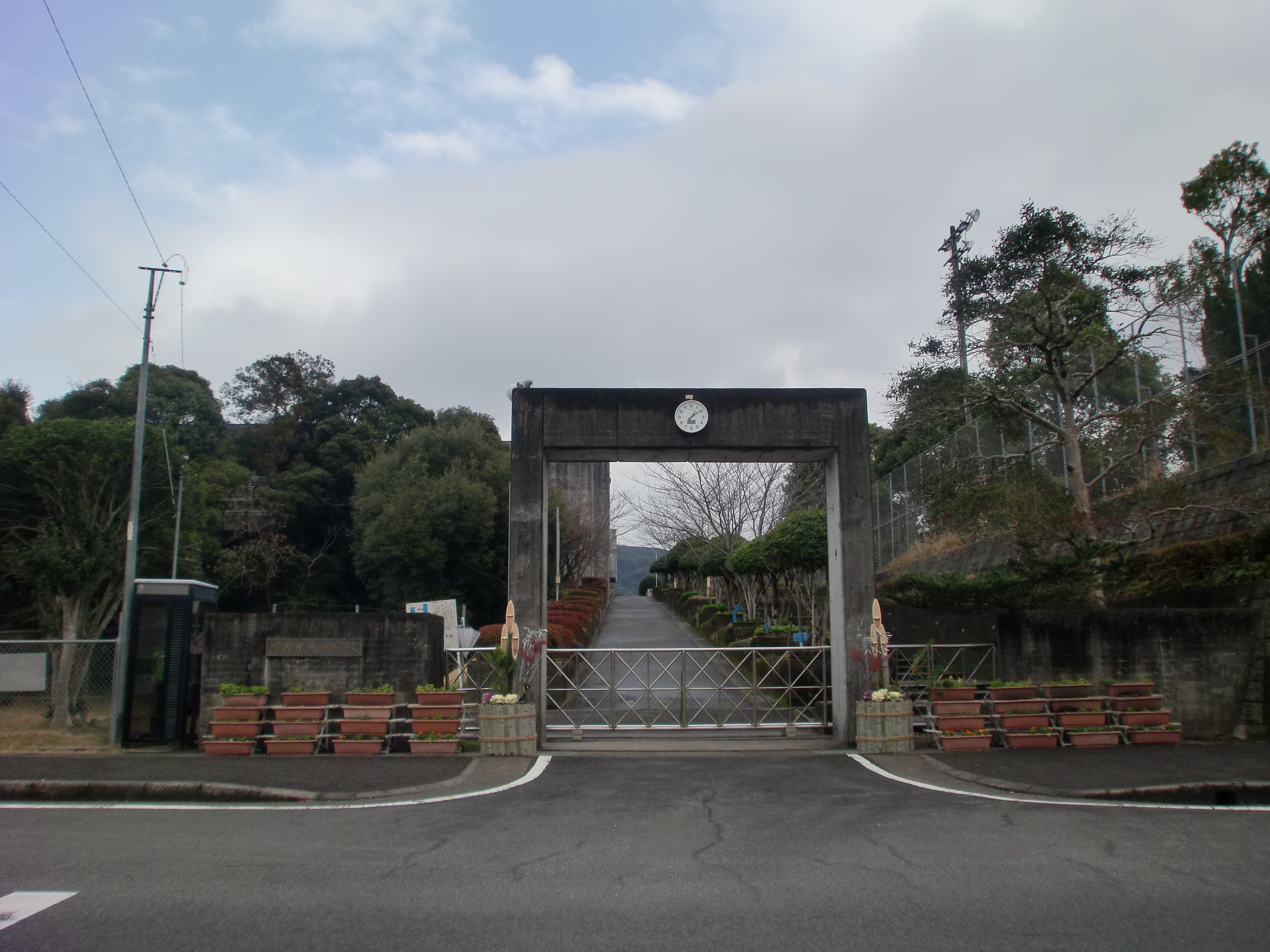
薩摩川内市立川内中央中学校

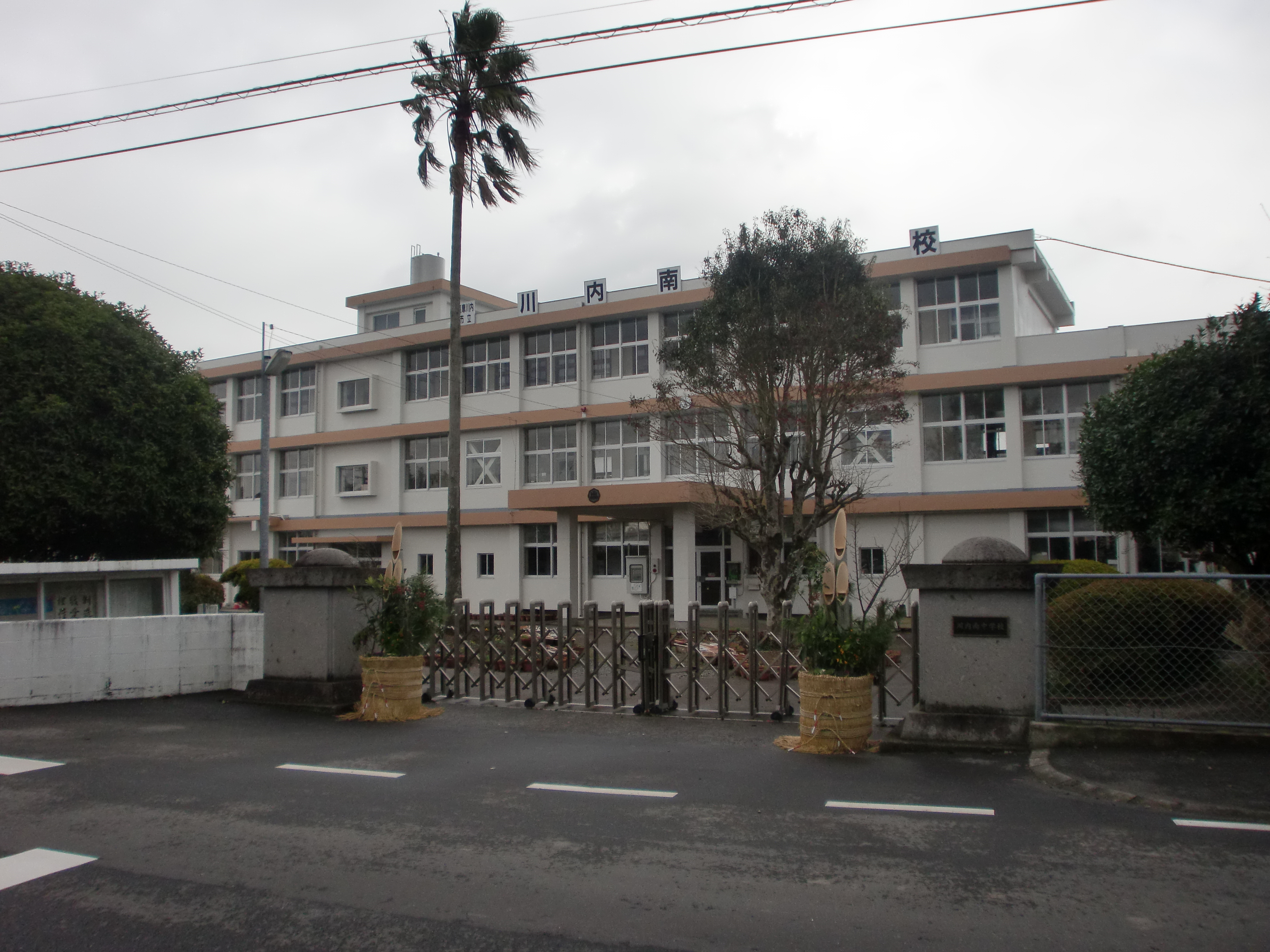
薩摩川内市立川内南中学校

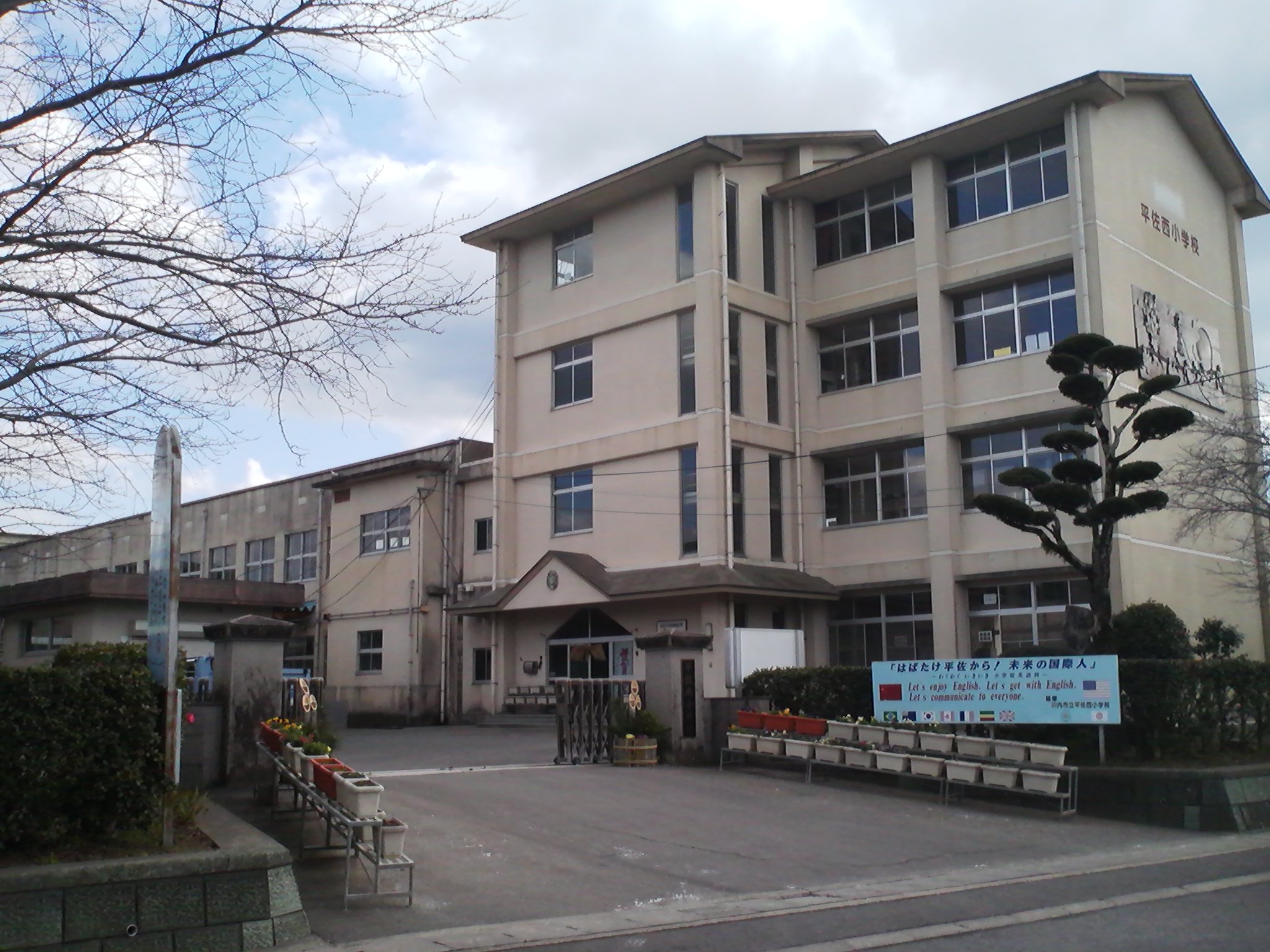
薩摩川内市立平佐西小学校

### 教育
- 鹿児島県立川内商工高等学校
- 薩摩川内市立川内中央中学校
- 薩摩川内市立川内南中学校
- 薩摩川内市立平佐西小学校
- 川内幼稚園
- 平佐保育園

### 郵便局
- 平佐簡易郵便局

### 寺社
- 菅原神社
- 兼喜神社

## 小・中学校の学区
市立小・中学校に通う場合、学区（校区）は以下の通りとなる。
| 町・字     | 番地             | 小学校                   | 中学校                     |
| ---------- | ---------------- | ------------------------ | -------------------------- |
| 平佐町     | 全域             | 薩摩川内市立平佐西小学校 | 薩摩川内市立川内中央中学校 |
| 平佐一丁目 | 全域             | 薩摩川内市立平佐西小学校 | 薩摩川内市立川内中央中学校 |
| 平佐町     | 権現原、草原地域 | 薩摩川内市立永利小学校   | 薩摩川内市立川内南中学校   |

## 交通

### 道路
主要地方道
- 鹿児島県道42号川内加治木線

一般県道
- 鹿児島県道333号川内祁答院線
- 鹿児島県道336号山田隈之城線